# بوگدان بوتکو
بوگدان بوتکو (به اوکراینی: Bohdan Butko) (زاده ۱۳ ژانویه ۱۹۹۱) بازیکن فوتبال اهل کشور اوکراین است.
وی سابقه ۱۰ بازی ملی برای تیم ملی فوتبال اوکراین در کارنامه دارد، همچنین پست تخصصی او مدافع است.